# Чивита д'Антино
Чивита д'Антино (итал. Civita d'Antino) је насеље у Италији у округу Л'Аквила, региону Абруцо.
Према процени из 2011. у насељу је живело 224 становника. Насеље се налази на надморској висини од 895 м.

## Становништво
Према резултатима пописа становништва 2011. у општини је живело 994 становника.
| 1931. | 1936. | 1951. | 1961. | 1971. | 1981. | 1991. | 2001. | 2011. |
| ----- | ----- | ----- | ----- | ----- | ----- | ----- | ----- | ----- |
| 1.381 | 1.483 | 1.446 | 1.290 | 1.003 | 1.031 | 1.065 | 1.076 | 994   |